# Anastasiu al II-lea
Anastasios Artemios (n. secolul al VII-lea d.Hr. – d. 1 iunie 719 d.Hr., Constantinopol, Imperiul Roman de Răsărit), cunoscut sub numele de Anastasiu II, a fost un împărat bizantin între 713 și 715.
Înainte de a deveni împărat, Artemios a fost un secretar al lui Philippikos Bardanes. După răscoala din Tracia, a devenit împărat sub numele de Anastasiu II. Anastasiu l-a deposedat pe patriarhul Ioan VI, de origine monothelită, și l-a înlocuit cu Germanos I în 715.
În 714, Anastasiu a decis să facă pace cu arabii. Emisarii săi au dat greș la Damasc, Anastasiu fiind nevoit să refacă zidurile Constantinopolelui și să construiască o flotă nouă. După moartea califului Al-Walid I în 715, Anastasiu a atacat Rodosul, dar în scurt timp a fost nevoit să atace Siria. În 715, trupele conduse de amiralul Ioan l-au proclamat pe Teodosiu III împărat. Anastasiu a fugit la Niceea, apoi a intrat într-o mănăstire în Thessaloniki.
În 718, Anastasiu, aliat cu bulgarii, s-a revoltat împotriva lui Leon III, dar a fost prins și executat.
1. ↑  Dictionary of Women Worldwide[*] Verificați valoarea |titlelink= (ajutor)